# Peleng 3,5/8A

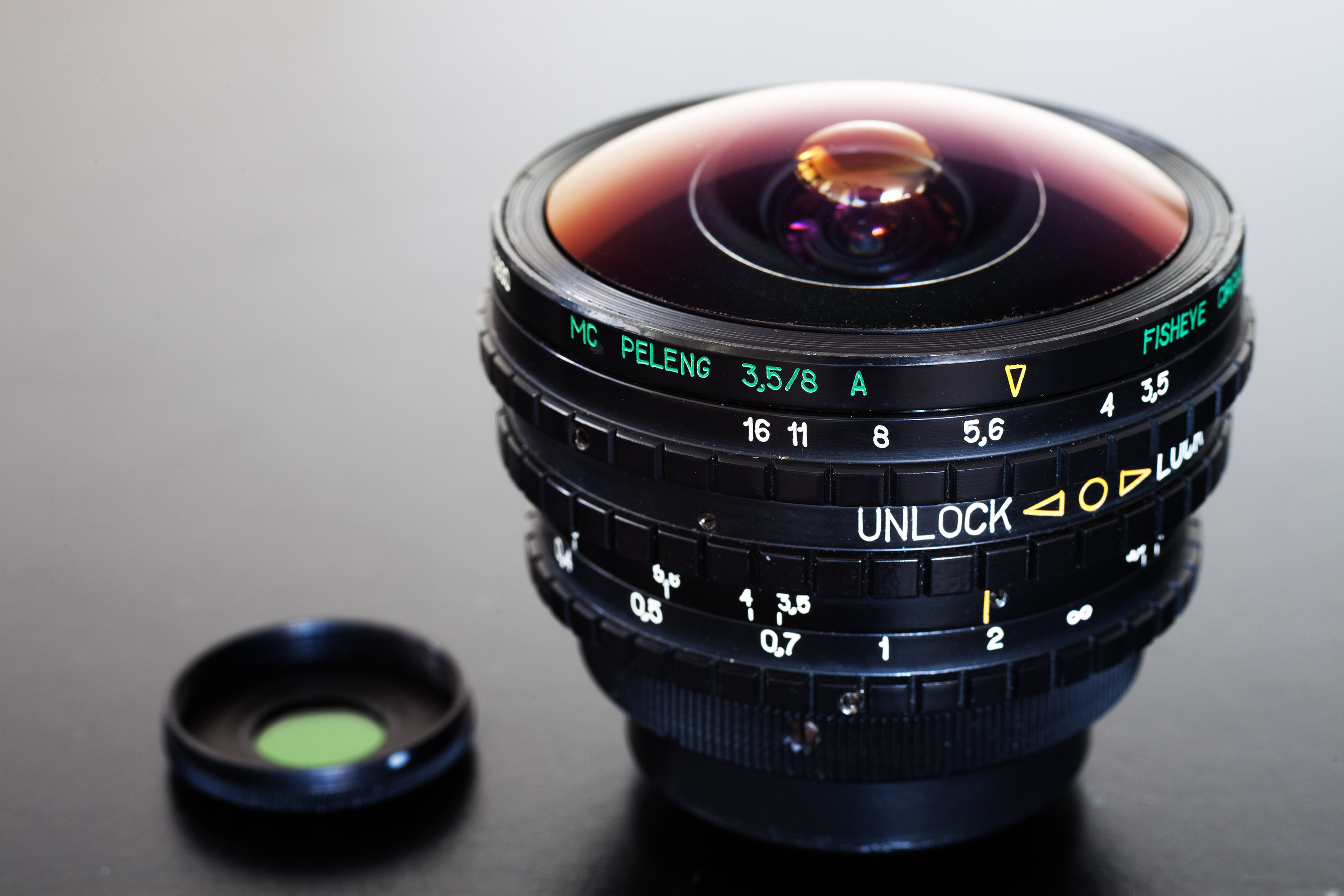
A Peleng 8 objektív

A Peleng 3,3/8A belarusz, korábban szovjet halszemobjektív, melyet a minszki BelOMO cég gyárt. Napjainkban BELOMO EWP FISHEYE LENS MC 3.5/8A néven forgalmazzák.

## Jellemzői
180 fokos látószögű cirkuláris objektív. Ennek megfelelően a normál 24×36 mm-es filmkockán 24 mm átmérőjű kör alakú képet alkot, a négyzet sarkai sötétek.
Az objektív 11 darab lencsét tartalmaz hét csoportban. A lencsék tükröződéscsökkentő bevonattal rendelkeznek. Az élességállítás manuális, és a blende sem állítható a gépről. Tömege 400 g, legnagyobb átmérője 73,5 mm, maximális hossza 65,5 mm.
Eredetileg a szovjet fényképezőgépeken elterjedt M42×1 mm-es menetes csatlakozóval gyártották, de létezik Canon EF és Nikon F bajonettzárral készített változata is.